# Libramont-Chevigny
Libramont-Chevigny (ou la forme écourtée Libramont, en wallon Libraumont) est une ville francophone de Belgique située en Région wallonne dans la province de Luxembourg. Libramont désigne également la localité qui était une commune à part entière avant la fusion des communes et où siège maintenant l’administration communale de Libramont-Chevigny.
La commune est l'une des plus étendues de Belgique, la cinquième à l'échelle de la Belgique, la quatrième à l'échelle de la Région wallonne. Elle est située sur un des cinq plateaux ardennais de Belgique et est desservie par des voies et nœuds de communication importants (A4/E411, N89/E46, N40, lignes de chemin de fer 162 et 165). Cette situation et la présence de nombreux commerces (Recogne) ainsi que de quelques industries (comme L'Oréal) lui valent d'être décrite comme le « carrefour de la vie rurale ».
En dehors de la province de Luxembourg, Libramont est essentiellement connue pour sa foire agricole annuelle qui réunit plus de 200 000 visiteurs se répartissant sur quatre jours. Cette foire se déroule au cœur de Libramont et occupe le plus grand terrain libre de constructions fixes en territoire urbain d'Europe. Tous les deux ans, elle est également forestière et dure deux jours supplémentaires. Tous les 4 ans, la foire dure un jour supplémentaire pour la Journée Internationale de l'Herbe, organisée à Bras-Haut. Cette journée sert principalement à effectuer les démonstrations en situation réelle des dernières technologies en matières d'agricultures exposées les 4 jours de foire.

## Géographie

### Anciennes communes de l'entité

Carte des anciennes communes de Libramont-Chevigny

#### Sections
| # | Nom                   | Superf. (km²) | Habitants (2024) | Habitants par km² | Code INS |
| - | --------------------- | ------------- | ---------------- | ----------------- | -------- |
| 1 | Libramont             | 9,86          | 4.246            | 431               | 84077A   |
| 2 | Bras                  | 36,75         | 1.243            | 34                | 84077B   |
| 3 | Saint-Pierre          | 16,95         | 1.931            | 114               | 84077C   |
| 4 | Recogne               | 24,99         | 1.818            | 73                | 84077D   |
| 5 | Freux                 | 22,35         | 753              | 34                | 84077E   |
| 6 | Sainte-Marie-Chevigny | 29,30         | 1.112            | 38                | 84077F   |
| 7 | Moircy                | 16,75         | 536              | 32                | 84077G   |
| 8 | Remagne               | 22,24         | 329              | 15                | 84077H   |

#### Autres villages et hameaux
Bernimont, Bonnerue, Bougnimont, Bras, Chenet, Flohimont, Freux, Jenneville, Lamouline, Laneuville, Neuvillers, Nimbermont, Ourt, Presseux, Renaumont, Rondu, Sberchamps, Séviscourt et Wideumont.
Libramont-Chevigny compte en tout 28 villages et hameaux.

### Communes limitrophes
| Saint-Hubert |                    | Sainte-Ode    |
| Libin        | Libramont-Chevigny |               |
| Bertrix      | Neufchâteau        | Vaux-sur-Sûre |

### Distance avec les grandes villes
Libramont se trouve à 140km de Bruxelles, 100km de Liège, 90km de Namur, 80km de Luxembourg-ville ou encore à 70km de Charleville-Mézières

## Démographie

### Évolution démographique de la commune fusionnée
En tenant compte des anciennes communes entraînées dans la fusion de communes de 1977, on peut dresser l'évolution suivante:
Les chiffres des années 1831 à 1970 tiennent compte des chiffres des anciennes communes fusionnées.
- Source: DGS , de 1831 à 1981=recensements population; à partir de 1990 = nombre d'habitants chaque 1 janvier[3]

## Histoire
Dans La Meuse et le pays mosan en Belgique, Félix Rousseau mentionne que le roi Arnoul confirme à l'Église d'Aix-la-Chapelle une donation faite par Lothaire II de 44 villas, parmi lesquelles Amberloup, Paliseul, Libramont-Chevigny, Bastogne, Ortho.
C'est la création de la ligne de chemin de fer 162 Bruxelles-Luxembourg en 1858 (inaugurée en octobre 1858) et l'édification d'une gare à Libramont qui furent le point de départ du développement fulgurant de la localité. La mise en service de la ligne Libramont-Bertrix-Dinant, Libramont-Bertrix-Virton et celle de la ligne Libramont-Bastogne feront de la localité le principal nœud ferroviaire de la province de Luxembourg. En moins d'un siècle, la population de ce qui n'était alors qu'un hameau a plus que doublé pour atteindre 700 habitants en 1900. C'est cette année-là que la commune de Libramont acquiert son indépendance en se détachant de la commune de Saint-Pierre. Cette année également, Libramont devient une paroisse indépendante.
Au cours de la Seconde Guerre mondiale, le 10 mai 1940, les Allemands envahissent la Belgique, les Pays-Bas et le Luxembourg. La Belgique autorise immédiatement les armées alliées à pénétrer sur son territoire. C'est ainsi que des unités de cavalerie de la 2e armée française, appuyées par le Ier groupe d'artillerie du 78e régiment d'artillerie, défendent Libramont, lorsque le 11 mai 1940, les Allemands de la 2e Panzerdivision, qui a pour objectif de traverser la Meuse au niveau de Sedan, arrivent devant la ville. Les bunkers belges sont laissés vides par ceux-ci, aussi les Français appuient leur défense sur le remblai de la voie ferrée Marche-Neufchâteau. Les Allemands attaquent à partir de 9 h, appuyés par des mortiers qui atteignent les Français derrière le remblai ; des combats de rue ont lieu. Mais à 14 h, les Français reçoivent l'ordre de se replier ; en effet plus au sud, dans le secteur de Neufchâteau, les Allemands ont bousculé les défenses françaises, menaçant le dispositif adopté par la cavalerie. Dans les quelques heures qui suivent, les Allemands tiennent Libramont.

## Politique et administration

### Conseil et collège communal 2024-2030
| Collège communal   |                    |                            |
| ------------------ | ------------------ | -------------------------- |
| Bourgmestre        | Laurence Crucifix  | MR - Chevy & Vous          |
| 1er Échevin        | Bernard Jacquemin  | MR - Chevy & Vous          |
| 2e Échevine        | Carole Janssens    | MR - Chevy & Vous          |
| 3e Échevin         | Roland Deom        | Les Engagés - Chevy & Vous |
| 4e Échevine        | Hélène Arnould     | Chevy & Vous               |
| 5e Échevine        | Sophie Pierre      | MR - Chevy & Vous          |
| Présidente du CPAS | Mathilde Otjacques | MR - Chevy & Vous          |

### Sécurité et secours
La commune fait partie de la zone de police Centre Ardenne pour les services de police, ainsi que de la zone de secours Luxembourg pour les services de pompiers. Le numéro d'appel unique pour ces services est le 112.

## Patrimoine et culture

### Patrimoine architectural
- Le patrimoine immobilier classé.

### Culture
- Le musée des Celtes.
- Le Centre culturel de Libramont-Chevigny

## Enseignement
Libramont héberge la plus grande implantation de la Haute École Robert Schuman (HERS). La HERS, qui compte 2 000 étudiants et 200 membres du personnel, propose 21 formations relevant de 4 catégories : économique, paramédical, pédagogique et technique. Outre Libramont, la HERS est répartie sur deux autres implantations, à savoir Arlon et Virton.
Libramont abrite également l'Institut d'Enseignement de Promotion Sociale (IEPS), l'Institut Technique de la Communauté Française Centre Ardenne (ITCFCA, enseignement fondamental et secondaire général et technique), l'Institut Saint Joseph (ISJ, enseignement fondamental et secondaire général) et l'Institut wallon de formation en alternance et des indépendants et petites et moyennes entreprises (IFAPME).

## Économie

### Transports en commun
- Libramont possède une gare SNCB très bien desservie par des trains IC, L et P.
- Plusieurs lignes du TEC Namur-Luxembourg circulent à Libramont :
  - Ligne 4 : Libramont - Amberloup - Champlon ;
  - Ligne 6 : Libramont - Bastogne (direct) ;
  - Ligne 8 : Bouillon - Libramont ;
  - Ligne 27 : Libramont - Marbehan ;
  - Ligne 27/2 : Libramont - Ste-Marie-Chevigny - Neufchateau ;
  - Ligne 51 : Amberloup - St-Hubert - Libramont ;
  - Ligne 56 : Libramont - Habay - Arlon ;
  - Ligne 60 : St-Hubert - Neufchateau - Martelange (cette ligne traverse la commune sans passer par Libramont même) ;
  - Ligne 61 : Libramont - Redu ;
  - Ligne 77/1 : Circuit scolaire de Libramont (Wisbeley) ;
  - Ligne 77/2 : Circuit scolaire de Libramont (Blancheau) ;
  - Ligne 77/3 : Circuit scolaire de Libramont (Serpont) ;
  - Ligne 77/4 : Circuit scolaire de Libramont (Neuvillers) ;
  - Ligne 162b : Libramont - Jemelle ;
  - Ligne 601 : Libramont - Bastogne (scolaire).

### Tourisme
- La foire agricole et forestière.

## Sports et vie associative

### Sports
Le Royal Cercle Sportif Libramontois (football).

## Personnalités
- Pierre Duchemin (1725-1782), officier général français, né à Remagne.
- Marie Howet (1897-1984), artiste peintre, née à Libramont.
- Nade Dieu, actrice (série Un village français), née à Libramont au début des années 1970.
- Anne-Catherine Gillet, chanteuse lyrique, née à Libramont en 1975.
- Jodie Devos, chanteuse,(1988-2024) née à Libramont.
- Dimitri Fourny, homme politique, né à Libramont en 1972.
- Guillaume François, joueur de football, né à Libramont en 1990.
- Joël Franka, réalisateur, scénariste et monteur, y est né.
- David Henen, joueur de football, né à Libramont en 1996.
- Françoise Lalande Keil, écrivaine, née à Libramont en 1941.
- Fiona Ferro, joueuse de tennis, née en 1997.
- Arnaud De Lie, coureur cycliste, né en 2002.
- Jérôme Déom, joueur de football, né en 1999.